# Scipionyx
Scipionyx samniticus
Genre
Espèce
Scipionyx est un genre éteint de petits dinosaures théropodes de la famille des compsognathidés. Il a été découvert dans les calcaires lithographiques à silex de l'Albien inférieur (Crétacé), âgés d'environ 113 à 109 millions d'années, de la région de Pietraroja en Campanie dans le sud de l'Italie.
Ce genre de petit dinosaure carnivore est représenté par une unique espèce, Scipionyx samniticus,.

## Description

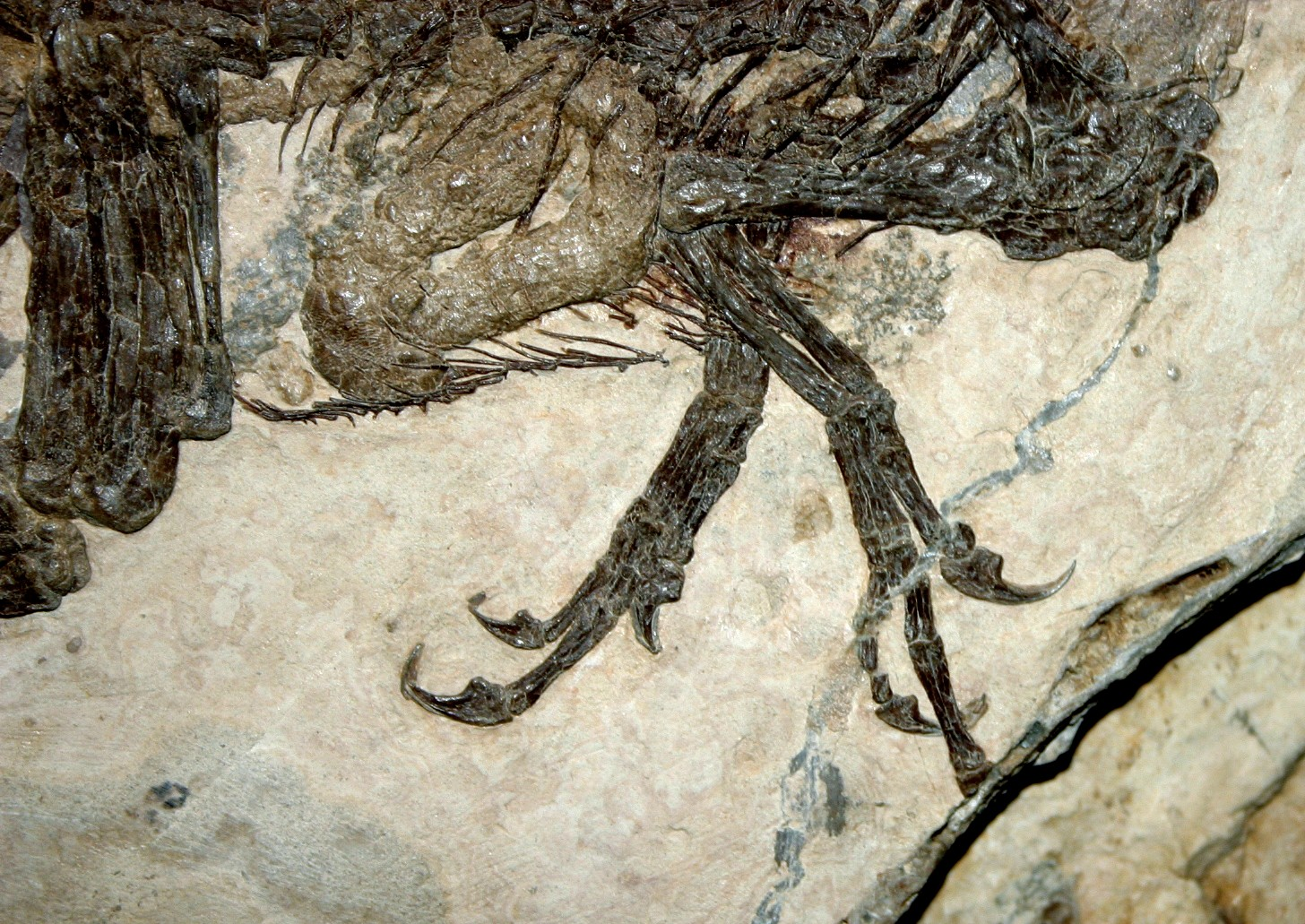
Détail des pattes à trois doigts terminés de griffes, et de certains tissus mous de l'animal (organes internes).

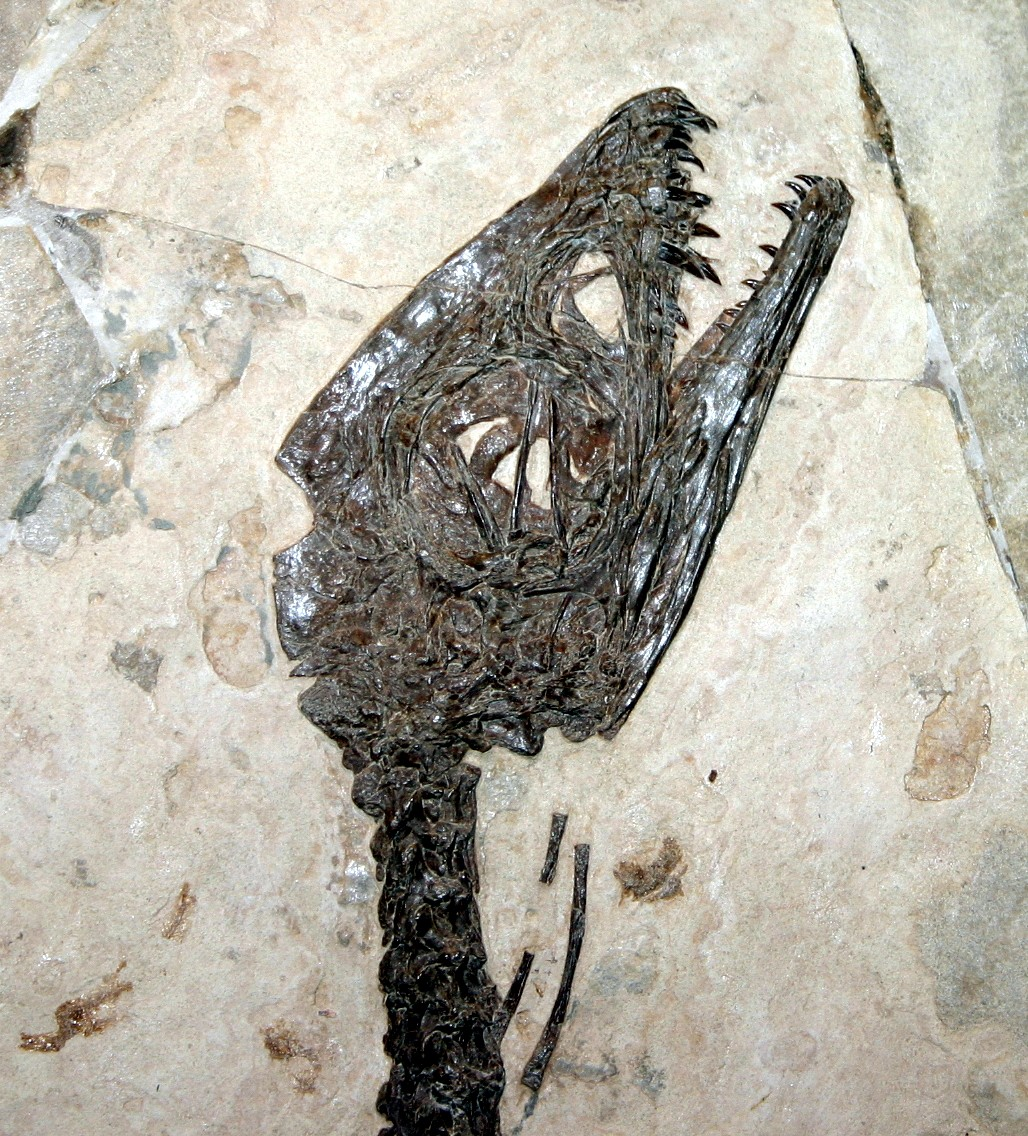
Détail du crâne de Scipionyx.
Longueur = 7,5 centimètres.

L'holotype est le seul spécimen connu. La qualité de la conservation de ce squelette est exceptionnelle avec la préservation de tissus mous, de ligaments, de cartilages...
La taille très modeste de l'animal (environ 50 centimètres de long, queue comprise), ses proportions particulières, sa fontanelle encore ouverte et la présence probable d'un espace vide à l’emplacement du sac vitellin démontrent clairement qu'il s'agit d'un nouveau-né.
Parmi les restes de repas retrouvés dans son tube digestif, on reconnaît des morceaux de poissons et de petits reptiles dont une patte démembrée de lézard. Toutes ces petites bouchées de viande ne peuvent qu'avoir été fournies par les parents du jeune Scipionyx.
En comparant la taille de ce nouveau-né avec celles de jeunes et d'adultes de la famille des compsognathidés à laquelle il appartient, les inventeurs de l'espèce estiment qu'à l'âge adulte, Scipionyx samniticus ne pouvait pas dépasser 2,50 mètres de longueur.